# Mau-Lefo
Mau-Lefo ist eine osttimoresische Aldeia im Suco Aituto (Verwaltungsamt Maubisse, Gemeinde Ainaro). 2015 lebten in der Aldeia 88 Menschen.

## Geographie
Die Aldeia Mau-Lefo liegt im Norden des Sucos Aituto. Südlich befindet sich die Aldeia Russulau, westlich die Aldeias Aihou und Hato-Buti, nördlich und östlich die Aldeia Goulolo und südöstlich die Aldeia Airaca-Lau. Der Großteil von Mau-Lefo befindet sich in einer Meereshöhe von über 1500 m. Das Siedlungszentrum des Ortes Mau-Lefo liegt im Süden der Aldeia. Nur unbefestigte, kleine Straßen führen hierher.